# Pavle Titić
Pavle Titić (Podgorica, Montenegro, 2 de marzo de 2000) es un jugador de baloncesto profesional de nacionalidad montenegrina, que a fecha de marzo de 2018 jugaba en el FC Barcelona B.

## Carrera deportiva
Titic es un base formado en su país de origen, en cuya selección disputó el Europeo sub-16 de 2015 y el Europeo sub-18 de 2017.
En 2016, llegó al FC Barcelona para jugar en categoría cadete, y en la siguiente temporada formó parte del equipo junior, con el que conquistó el Torneo Ciudad de Tenerife, entre otros.
En la temporada 2017-18, debutó como alero con la filial azulgrana, el FC Barcelona B, en la liga LEB Oro.

## Clubes
- FC Barcelona B (2017-)